# Ditrichopsis clausa
Ditrichopsis clausa är en bladmossart som beskrevs av Brotherus 1929. Ditrichopsis clausa ingår i släktet Ditrichopsis och familjen Ditrichaceae. Inga underarter finns listade i Catalogue of Life.